# آساهی یادا
آساهی یادا (انگلیسی: Asahi Yada؛ زادهٔ ۲ آوریل ۱۹۹۱) بازیکن فوتبال اهل ژاپن است.
از باشگاه‌هایی که در آن بازی کرده‌است می‌توان به باشگاه فوتبال ناگویا گرامپوس اشاره کرد.